# Mesochorus longidentatus
Mesochorus longidentatus là một loài tò vò trong họ Ichneumonidae.